# Leininger Stubenmusik
Die Leininger Stubenmusik ist ein 1983 gegründetes pfälzisches Ensemble von Hobbymusikern. Vormals alpenländisch, erweiterte sich das Repertoire bis heute auf Klassik und Folkmusik aus ganz Europa sowie Eigenkompositionen. Die Leininger Stubenmusik ist im Raum Grünstadt/Bad Dürkheim ansässig, dem ehemaligen Kerngebiet der Grafen zu Leiningen. Das Instrumentarium umfasst Harfe, Zither, Hackbrett, Blockflöten, Gitarre, Cister, Mandoline und Kontrabass.

## Diskografie
- 1995: Traditionelle Weisen von Irland bis zu den Alpen (CD; Koch International)
- 1997: Raritäten aus vier Ländern und vier Jahrhunderten (CD; Koch International)
- 2002: Es ist für uns eine Zeit angekommen (CD; Koch International)
- 2006: Eine musikalische Europareise (CD; Palatina Viva)